# Hergest Ridge
Hergest Ridge je druhé album britského multiinstrumentalisty a skladatele Mika Oldfielda vydané roku 1974. Stejně jako u svého debutu, i u Hergest Ridge nahrál Oldfield většinu nástrojů sám. S Tubular Bells je shodné i členění, kdy album tvoří dvě instrumentální kompozice (na LP desce zabírala každá skladba jednu stranu LP).
Podobně jako Tubular Bells, i Hergest Ridge upravil Oldfieldův přítel, skladatel David Bedford, do orchestrální podoby. Zatímco ale „orchestrální zvony“ povolil Oldfield vydat na samostatné desce, u The Orchestral Hergest Ridge tomu již tak nebylo. Přesto lze na internetu nalézt záznam z koncertu konaného 9. prosince 1974 (Oldfield se ho neúčastnil, na kytaru hraje Steve Hillage).
Zajímavostí také je, že původní verze Hergest Ridge vyšla pouze na první edici LP. Pro kompilaci Boxed totiž Oldfield obě skladby odlišně zmixoval a tato verze se mu údajně líbila víc než ta původní. Takže na pozdějších edicích LP a na všech CD se vyskytuje tento odlišný mix.
Hergest Ridge bylo v Británii úspěšné, v září 1974 dosáhlo prvního místa v žebříčku nejprodávanějších alb.

## Skladby
1. „Hergest Ridge Part One“ (Oldfield) – 21:29
2. „Hergest Ridge Part Two“ (Oldfield) – 18:45

## Obsazení
- Mike Oldfield – akustická kytara, baskytara, elektrická kytara, varhany Farfisa, Gemini a Lowrey, zvonkohra, gong, mandolína, louskáček na ořechy, španělská kytara, tympány, trubicové zvony (tubular bells)
- Chilli Charles – vířivý buben
- Lindsay Cooper, June Whiting – hoboj
- Ted Hobart – trubka
- William Murray – činely
- Sally Oldfield, Clodagh Simmonds – vokály
- Terry Oldfield – dřevěné dechové nástroje
- sbor a smyčcové nástroje dirigoval David Bedford